# Leptidea juvernica
Leptidea juvernica е вид пеперуда от семейство Pieridae. След проучвания е установено, че се различава от близките Leptidea reali и Leptidea sinapis

## Разпространение
Видът е разпространен в Европа и Азия.

## Начин на живот
L.juvernica предпочита планински поляни, кариери и други местообитания на височина над 1000 м н.в.
- Leptidea juvernica,мъжки
- Leptidea juvernica,женска